# Iarmolînți, Romnî
Iarmolînți (în ucraineană Ярмолинці) este un sat în comuna Korji din raionul Romnî, regiunea Sumî, Ucraina. În secolul al XIX-lea, satul făcea parte din volostul Hlînsk, uezdul Romnî.

## Demografie
Componența lingvistică a localității Iarmolînți
     Ucraineană (98,17%)
     Rusă (1,61%)
     Alte limbi (0,23%)
Conform recensământului din 2001, majoritatea populației localității Iarmolînți era vorbitoare de ucraineană (98,17%), existând în minoritate și vorbitori de rusă (1,61%).